# Danandur, Sagar
Danandur là một làng thuộc tehsil Sagar, huyện Shimoga, bang Karnataka, Ấn Độ.